# Acrocercops camptochrysa
Acrocercops camptochrysa är en fjärilsart som beskrevs av Edward Meyrick 1921. Acrocercops camptochrysa ingår i släktet Acrocercops och familjen styltmalar. Inga underarter finns listade i Catalogue of Life.